# قاي بيرت
قاي بيرت (بالإنجليزية: Guy Burt)‏ هو كاتب بريطاني، ولد في 1972.

## وصلات خارجية
- قاي بيرت على موقع IMDb (الإنجليزية)
- قاي بيرت على موقع قاعدة بيانات الفيلم (الإنجليزية)